# 华苑站
华苑站是天津地铁3号线的地铁站，位于中华人民共和国天津市南开区与西青区交界迎水道与桂苑路交叉口，于2012年10月1日开通。

## 车站结构

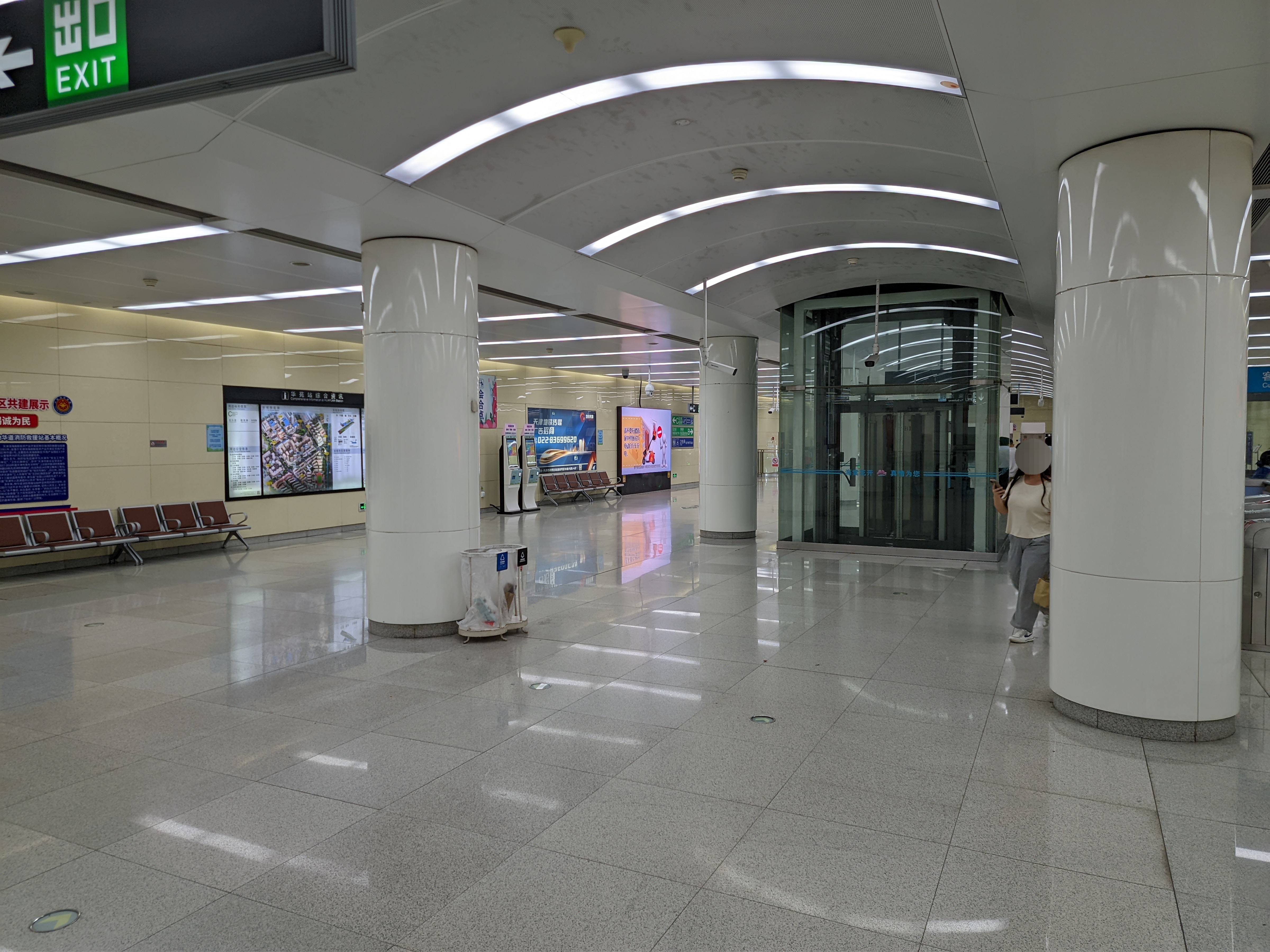
站厅

华苑站位于迎水道与桂苑路交叉口，沿迎水道设置，呈东西走向，为地下两层岛式站台车站，车站长204.7米，宽20.7米，车站地下一层为站厅层，地下二层为站台层，站台设置全高站台门。
| 地面              | 出入口 | B、C出入口                                                                                            |
| 地下一层          | 站厅   | 客服中心、自动售票机、验票机                                                                          |
| 地下二层          | 站台   | \| \| \| █ 3号线往南站（大学城） \| \| 島式 · 開左邊车门 \| \| \| \| \| \| █ 3号线往小淀（王顶堤） \| |
|                   |        | █ 3号线往南站（大学城）                                                                               |
| 島式 · 開左邊车门 |        | |
|                   |        | █ 3号线往小淀（王顶堤）                                                                               |

## 车站出口
华苑站目前开放2个出入口，B出口设有地下连通道通向物美生活广场负1层，各出口及周围设施如下所示：
|                                          |      |              |                                                  |
| 出口编号                                 | 照片 | 地点         | 可到达目的地                                     |
| 出口 · B                                 |      | 物美生活广场 | 麦迪逊广场，中国医学科学院血液学研究所血液病医院 |
| 出口 · C · 轮椅升降台标志 · 扶手电梯标志 |      | 榕苑路       | 鑫茂科技十华里，鑫茂科技园军民园                 |
| 註： 設有輪椅升降台 \| 設有扶手電梯      |      |              |                                                  |

## 换乘交通
| 公共汽车线路 \| 编号 \| 编号 \| 线路 \| 线路 \| 线路 \| 收费 \| 运营商 \| 备注 \| \| ---- \| ---- \| ---------------- \| ---- \| ------------------ \| ---- \| ---------- \| ---- \| \| \| 322 \| 华苑地铁站 \| ⇆ \| 王顶堤商贸城公交站 \| 2元 \| 公交三公司 \| \| \| \| 347 \| 水西公园公交站 \| ⇆ \| 阳光100公交站 \| 2元 \| 巴士实业 \| \| \| \| 638 \| 天津站（A5-1） \| ⇆ \| 海泰南公交站 \| 2元 \| 公交三公司 \| \| \| \| 687 \| 西站公交站（A2） \| ⇆ \| 精武镇公交站 \| 2元 \| 公交三公司 \| \| |      |                  |      |                    |      |            |      |
| 编号 | 编号 | 线路             | 线路 | 线路               | 收费 | 运营商     | 备注 |
| | 322  | 华苑地铁站       | ⇆    | 王顶堤商贸城公交站 | 2元  | 公交三公司 |      |
| | 347  | 水西公园公交站   | ⇆    | 阳光100公交站      | 2元  | 巴士实业   |      |
| | 638  | 天津站（A5-1）   | ⇆    | 海泰南公交站       | 2元  | 公交三公司 |      |
| | 687  | 西站公交站（A2） | ⇆    | 精武镇公交站       | 2元  | 公交三公司 |      |

| 编号 | 编号 | 线路             | 线路 | 线路               | 收费 | 运营商     | 备注 |
| ---- | ---- | ---------------- | ---- | ------------------ | ---- | ---------- | ---- |
|      | 322  | 华苑地铁站       | ⇆    | 王顶堤商贸城公交站 | 2元  | 公交三公司 |      |
|      | 347  | 水西公园公交站   | ⇆    | 阳光100公交站      | 2元  | 巴士实业   |      |
|      | 638  | 天津站（A5-1）   | ⇆    | 海泰南公交站       | 2元  | 公交三公司 |      |
|      | 687  | 西站公交站（A2） | ⇆    | 精武镇公交站       | 2元  | 公交三公司 |      |

## 历史
本站工程名与正式站名均为华苑站，以车站所处的华苑街道命名。
- 2012年10月1日，车站随3号线通车开通[1]。